# Veliki atraktor
Veliki Atraktor (eng. Great attractor) je naziv za svemirski objekt vrlo velike mase. Smješten je iza superskupa Vodena zmija-Centaur, u čijoj se blizini nalazi, a unutar superskupa Laniakee. Zbog ovog se objekta Mjesna skupina i Mjesni superskup kreću prema Centauru. Brzina kojom se gibaju prema onamo je 600 km/s. Ova gravitacijska anomalija (nije isto što i anomalija gravitacije) u međugalaktičkom prostoru vjerojatno je galaktički superskup. Slabo je vidljiv jer ga skrivaju zvijezde Kumove slame.
Sami Veliki atraktor giba se ka Shapleyevom superskupu.

## Otkriće Velikog Atraktora
Veliki Atraktor je otkriven relativno kasno, s obzirom na relativno malu udaljenost i veliku masu.
Izrada mape pozadinskog zračenja 1980-ih godina pokazala je na određeno odstupanje od simetrije, kasnije nazvano "dipol". Područja maksimalnog pozitivnog i negativnog odstupanja od prosječne valne duljine zračenja nalaze se na suprotnim stranama neba. Svemirska letjelica COBE (Cosmic Background Explorer) je 1989. i 1990. svojim mjerenjima potvrdila prijašnja zapažanja.
Proračuni na osnovu mjerenja Dopplerovog efekta kod susjednih galaktičkih skupova su pokazali da se naša galaktika zajedno s Lokalnom Grupom giba brzinom od 600 km/s u smjeru točke u zviježđu Morske zmije (Hydra).
Izračunata brzina i smjer gibanja Lokalne Grupe na osnovu masa poznatih struktura u "obližnjem" svemiru znatno su odstupale od izmjerenih, što je značilo da proračunu nedostaje neki vrlo važan dio.
Astronomi su krenuli u potragu za nevidljivim "Velikim Atraktorom". Proces izrade mape svemira na tom dijelu neba znatno je otežavao Mliječni put i veliki tamni oblaci plina i prašine u njegovom središtu. Veliki dio potrage proveden je u infracrvenom (satelit IRAS, Infrared Astronomical Satellite) i radio (spektralne linije električki neutralnog vodika, λ = 21 cm) dijelu spektra.
Nakon dugogodišnjeg "opkoljavanja", Veliki Atraktor je lociran u pravcu zviježđa Krma (Puppis). Radi se zapravo o skupu Puppis u kojem je otkriveno čak 600 novih galaksija, pored 50 već poznatih. Gibanje galaktika u samom skupu pokazuje na još veću masu skupa, pa se procjenjuje da masa skupa doseže čak 10 000 masa Mliječnog Puta, čime se ovaj skup približava skupu Coma - najvećem u okolnom svemiru.